# Jacques Pla
Jacques Pla, né à Toulouse en 1967, est un dirigeant sportif français, ancien joueur de pelote Basque. 
Il est depuis 2018 le directeur technique national (DTN) de la Fédération française de rugby à XIII après avoir été celui de la Fédération française de pelote basque.

## Biographie
Enseignant de formation, sa première affectation, comme professeur d’EPS, est en Seine-Saint-Denis. 
Il joue à des niveaux divers  au rugby à XV et à XIII, avant d’occuper les postes de milieu de terrain d'un club de football. 
Il est  DTN de la Fédération française de Pelote Basque durant huit ans. Il est également sélectionneur de l'équipe de France, notamment au moment du tournoi international de Brive-la-Gaillarde en 2011.
Il est mis fin à ses fonctions en 2014 en raison de résultats décevants au cours du mondial de la discipline.
Il est ensuite nommé Directeur technique national de la FFR XIII en 2018,. Il succède ainsi à Patrice Rodriguez.
Dans une interview donnée sur Radio Marseilette, le successeur de Marc Palanques, Luc Lacoste, indique son intention de le conserver en 2021.
Jacques Pla est chargé du dossier de l'aide aux clubs français de rugby à XIII pendant la pandémie du COVID-19 : il entre en négociation avec l'État afin de faire intégrer l'Élite 2, dans la catégorie sport d'élite.

## Palmarès sportif
Champion de France de Pelote Basque avec le club de Toulouse.

## Prix et récompenses
« Entraineur de l'année  » en 2006 lors du « deuxième trophée des sports de la région Midi-Pyrénées  ».